# Giove e Teti
Giove e Teti è un dipinto a olio su tela (324x260 cm) di Jean-Auguste-Dominique Ingres, realizzato nel 1811 e conservato nel Musée Granet di Aix-en-Provence.

## Storia e descrizione
Ingres prese in prestito la materia di questo quadro dal primo canto dell'Iliade di Omero, dove la nereide Teti, madre dell'eroe Achille, chiede a Giove di favorire i Troiani nelle battaglie della guerra di Troia affinché il figlio, allontanatosi dall'esercito per una disputa con Agamennone sulla schiava Briseide, torni a combattere.
Ingres, che era affascinato dall'episodio omerico sin dal 1806 (come testimonia una missiva inviata a Forestier il Natale di quell'anno), iniziò la monumentale tela di Giove e Teti nel 1810, per poi portarla a compimento l'anno successivo. L'opera, che costituì l'ultimo invio del pensionato all'Accademia di Francia (envoi de Rome), era assai apprezzata da Ingres, il quale riteneva la tela di una tale bellezza che «anche i cani arrabbiati, che vogliono azzannarmi, dovrebbero esserne commossi» e, ancora, affermò che si trattava di «un quadro divino che dovrebbe far sentire l'ambrosia a una lega di distanza». Ciò malgrado, Giove e Teti venne accolta assai freddamente dagli accademici francesi, che criticarono soprattutto l'eccessiva altezza del collo di Teti, attribuita addirittura a una disfunzione della tiroide della modella. L'opera, pertanto, rimase invenduta sino al 1834, quando venne acquistata dal governo francese, che la inviò poi a Aix-en-Provence su richiesta del pittore François Marius Granet. Nel Novecento Giove e Teti è stato anche sottoposto ad un intervento di restauro, che ha mirato soprattutto a ripristinare la resa cromatica originaria del dipinto.
Il dipinto raffigura Teti, che è genuflessa e abbigliata con un drappo grigio-verde e un velo bianco, mentre intercede presso Giove in favore del figlio: la sua mano sinistra sfiora il mento del dio, lisciandogli la barba, mentre quella destra gli cinge le ginocchia, quasi ad abbracciarle. Giove, invece, siede imperturbabile su un maestoso trono, alla cui base sono riportate immagini che rievocano la Gigantomachia: è ammantato in un drappo rosato, e al suo fianco siede l'aquila, icona del dio e simbolo del potere di Roma. Assorto in un'aura di ieraticità divina, Giove presenta una barba fluente e una criniera di capelli scuri, con il capo cinto da un'aureola a sette raggi appena abbozzata. Nel cielo burrascoso alle spalle del dio, solcato da luminescenze rossastre, si scorge inoltre il volto di Giunone, la gelosa moglie di Giove.
La composizione poggia su una struttura piramidale, descritta dal manto di Giove e dalla schiena di Teti, e su una griglia modulare che mette in enfasi gli elementi notevoli del dipinto (come ad esempio le braccia del re degli dei). La figura di Teti è collocata lungo la direttrice orizzontale del dipinto, mentre Zeus segue l'andamento dell'asse orizzontale, che contribuisce a ribadirne la maestosità divina.